# 済州国際自由都市放送
座標: 北緯33度29分38秒 東経126度30分09秒 / 北緯33.4938679度 東経126.5024375度
株式会社済州国際自由都市放送は大韓民国の済州特別自治道を放送エリアとする民間放送局。略称はJIBS。1994年4月10日に設立、7年後の2001年12月7日にテスト送信を、2002年5月31日に正式放送を開始。本社を済州特別自治道済州市に置く。
テレビ局とラジオ局はSBS系列局。リモコンキーIDは6-1。

## 本社所在地
- 大韓民国63148済州特別自治道済州市連三路95〈吾羅3洞2750〉

## 沿革
- 1994年4月10日 : 株式会社済州国際自由都市放送設立、デモ送信開始。
- 2001年12月7日 : テスト送信開始。
- 2002年5月31日 : テレビ放送開局。〈犬月岳送信所、22ch、10kW〉
- 2003年6月1日 : FM放送〈愛称 NewPowerFM〉開局。〈犬月岳送信所、FM 101.5MHz、3kW〉
- 2005年6月1日 : 地上デジタルテレビ開局。〈犬月岳送信所、物理チャンネル 33ch、1kW〉
- 2008年6月30日 : 地上波DMB開局。〈犬月岳送信所、214.736MHz、2kW〉
- 2011年6月29日 : 地上アナログテレビ放送終了。

## 送信所・中継局一覧

### デジタルテレビ
- リモコンキーID：6-1
- 呼出符号（コールサイン）：HLKJ-DTV

| 送信所 | 物理チャンネル | 空中線電力 |
| ------ | -------------- | ---------- |
| 犬月岳 | K-33ch         | 1kW        |
| 今岳   | K-48ch         | 20W        |
| 広蟹岳 | K-39ch         | 90W        |
| 三梅峰 | K-15ch         | 500W       |
| 松堂   | K-33ch         | 0.05W      |

### アナログテレビ
2011年6月29日午後2時終了
- 呼出符号：HLKJ-TV

| 送信所 | チャンネル | 空中線電力 |
| ------ | ---------- | ---------- |
| 犬月岳 | K-22ch     | 10kW       |
| 三梅峰 | K-21ch     | 1kW        |

### ラジオ
JIBS NewPowerFM
| 送信所 | 周波数      | 空中線電力 | 呼出符号 |
| ------ | ----------- | ---------- | -------- |
| 犬月岳 | FM 101.5MHz | 3kW        | HLQC-FM  |
| 三梅峰 | FM 98.5MHz  | 1kW        | HLQC-FM  |
| 今岳   | FM 95.9MHz  | 100W       | HLQC-FM  |

### 地上波DMB
JIBS
- 呼出符号：HLAJ-TDMB

| 送信所 | 物理チャンネル（周波数） | 空中線電力 |
| ------ | ------------------------ | ---------- |
| 犬月岳 | K-13Cch (214.736MHz)     | 1kW        |
| 今岳   | K-13Cch (214.736MHz)     | 90W        |
| 広蟹岳 | K-13Cch (214.736MHz)     | 90W        |
| 三梅峰 | K-13Cch (214.736MHz)     | 1kW        |

## 済州特別自治道の放送局
- KBS済州放送総局
- 済州文化放送（済州MBC）
- 基督敎済州放送
- FEBC済州極東放送
- Arirang Radio